# Andalgalomys roigi
Andalgalomys roigi là một loài động vật có vú trong họ Cricetidae, bộ Gặm nhấm. Loài này được Mares & Braun miêu tả năm 1996.